# Teratophoneus curriei
Il teratofoneo (Teratophoneus curriei) è un dinosauro carnivoro appartenente ai tirannosauridi. Visse nel Cretaceo superiore (Campaniano, circa 75 milioni di anni fa) e i suoi resti sono stati ritrovati in Nordamerica (Utah). È caratteristico per il suo muso corto.

## Descrizione
Questo dinosauro è conosciuto per un cranio e uno scheletro incompleti, sufficienti tuttavia a ricostruire l'animale. Teratophoneus doveva essere un grosso predatore bipede, dal corpo relativamente robusto lungo circa 6 metri o più, con possenti zampe posteriori. Il cranio, al contrario di quello di molti tirannosauridi, era insolitamente corto e robusto. L'esemplare noto di Teratophoneus era un giovane e, dal momento che il muso dei tirannosauridi si accorciava con l'età, si deduce che il muso di questo dinosauro fosse ancor più corto negli esemplari adulti.

## Classificazione
Teratophoneus è un tipico rappresentante dei tirannosauridi, il gruppo di grandi dinosauri carnivori dominanti nel Cretaceo superiore in Asia e in America Settentrionale. La morfologia del cranio fa supporre che questo animale fosse un membro basale della sottofamiglia dei tirannosaurini, che comprende anche Daspletosaurus, Tarbosaurus e Tyrannosaurus.

## Paleobiologia

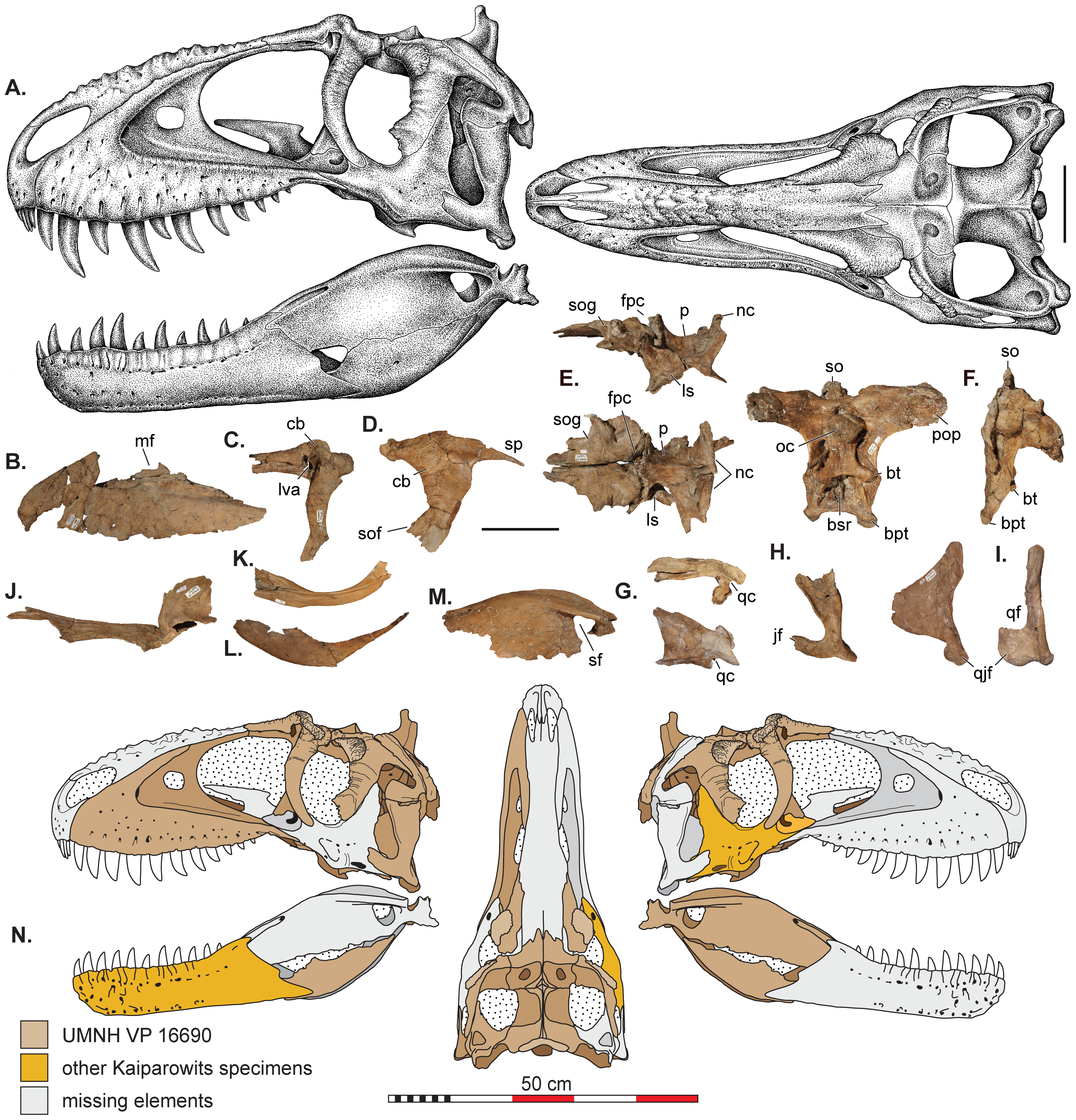
Cranio e ricostruzione del cranio di Teratophoneus curriei

Descritto per la prima volta nel 2011, Teratophoneus proviene dalla formazione Kaiparowits, dalla quale provengono anche gli adrosauridi Gryposaurus e Parasaurolophus, i ceratopsidi Kosmoceratops e Utahceratops, e l'oviraptorosauro Hagryphus. È probabile che Teratophoneus rappresentasse il superpredatore del suo habitat.

## Significato dei fossili
Teratophoneus è il secondo tirannosauroide di grandi dimensioni scoperto nel Campaniano superiore della regione meridionale della Laramidia (la parte occidentale del Nordamerica durante il Cretaceo, divisa dalla parte orientale dalla Western Interior Seaway): il primo è Bistahieversor, descritto nel 2009 e vissuto pochi milioni di anni dopo. La scoperta di Teratophoneus è importante in quanto mette in luce un'insolita morfologia del cranio dei tirannosauri, forse collegata a una nicchia ecologica particolare.

## Significato del nome
Il nome generico, Teratophoneus, deriva dalle parole greche teras ("mostro") e phoneus ("uccisore"); l'evocativo significato, quindi, è "assassino mostruoso". L'epiteto specifico, curriei, onora invece il paleontologo canadese Philip J. Currie, che si è a lungo occupato di rettili mesozoici.